# چهارگاه (قروه)
چهارگاه (قروه)، روستایی از توابع بخش سریش‌آباد شهرستان قروه در استان کردستان ایران است.

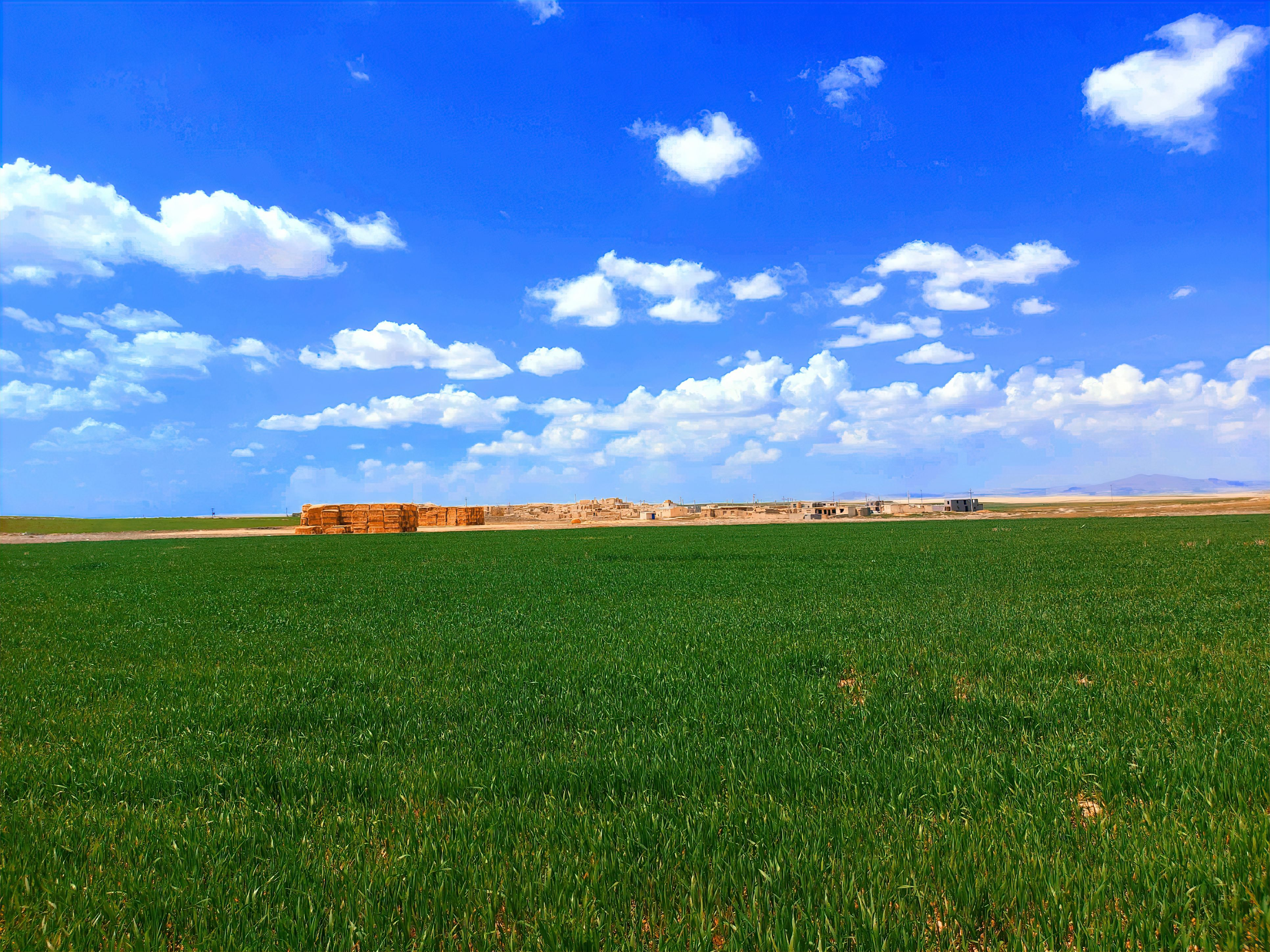
روستای چهارگاه قروه بهار ۱۴۰۳

## جمعیت
این روستا در دهستان یالغوزآغاج قرار دارد و براساس سرشماری مرکز آمار ایران در سال ۱۳۸۵، جمعیت آن ۷۸ نفر (۱۸خانوار) بوده‌است.